# Crise libyenne

Contrôle du territoire libyen le 11 juin 2020
Territoire contrôlé par la Chambre des représentants et ses alliés
Territoire contrôlé par le Gouvernement d'union nationale et ses alliés
Territoire contrôlé par les milices locales

La crise libyenne est une crise générale humanitaire, et d'instabilité politico-militaire qui se déroule en Libye ayant commencé par les manifestations du printemps arabe de 2011, qui ont conduit à une guerre civile, une intervention militaire étrangère, et l'éviction et la mort de Mouammar Kadhafi. Les conséquences de la guerre civile et la prolifération des groupes armés ont conduit à de la violence et de l'instabilité dans tout le pays, qui ont éclaté en une nouvelle guerre civile en 2014. La crise en Libye a fait des dizaines de milliers de victimes depuis le début des violences au début 2011. Pendant les deux guerres civiles, la production de l'industrie pétrolière économiquement cruciale de la Libye s'est effondrée à une petite fraction de son niveau habituel, la plupart des installations étant bloquées ou endommagées par des groupes rivaux,. Le 23 octobre 2020, les parties ont signé un cessez-le-feu permanent.

## Contexte

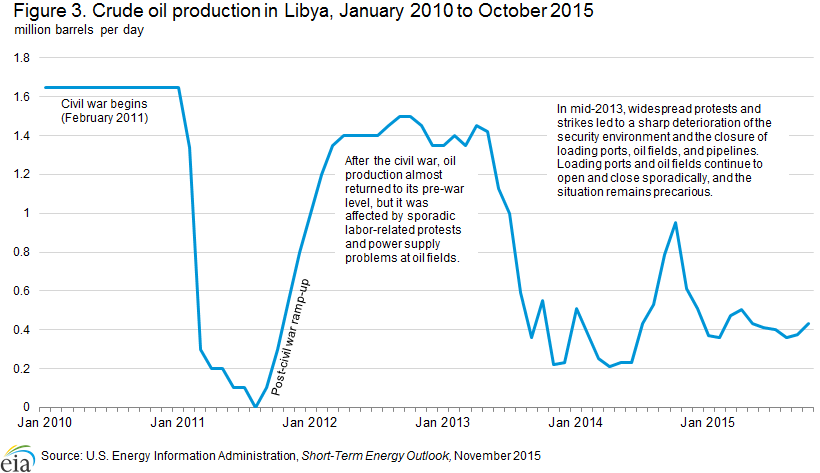
La production pétrolière libyenne s'effondrant durant les deux guerres civiles.

La gouvernance de Mouammar Kadhafi  en Libye a duré 42 ans de 1969 à 2011. Kadhafi est devenu le chef de facto du pays le 1er septembre 1969 après avoir mené un groupe de jeunes officiers militaires libyens contre le roi Idris Ier dans une révolution non violente et un coup d'État. Après que le roi ait fui le pays, le Conseil de commandement de la révolution libyenne (CCR) dirigé par Kadhafi a aboli la monarchie et l'ancienne constitution et a proclamé la nouvelle République arabe libyenne. 
Après son arrivée au pouvoir, le gouvernement du RCC a pris le contrôle de toutes les compagnies pétrolières opérant dans le pays et a lancé un processus d'affectation de fonds à l'éducation, à la santé et au logement pour tous. Bien que les réformes n'aient pas été entièrement efficaces, l'enseignement public dans le pays est devenu gratuit et l'enseignement primaire obligatoire pour les deux sexes. Les soins médicaux sont devenus gratuits pour le public, mais fournir un logement à tous était une tâche que le gouvernement n'a pas été en mesure d'accomplir. Sous Kadhafi, le revenu par habitant dans le pays est passé à plus de 11 000 dollars américains, le cinquième plus élevé d'Afrique. L'augmentation de la prospérité s'est accompagnée d'une politique étrangère controversée et d'une répression politique accrue dans le pays,.

## Conflits

### Première guerre civile (2011)
Au début de 2011, une guerre civile éclate dans le contexte du printemps arabe. Les forces anti-Kadhafi forment un comité nommé Conseil national de transition, le 27 février 2011. Il est censé agir comme autorité intérimaire dans les zones contrôlées par les rebelles. Après que le gouvernement commence à faire reculer les rebelles et qu'un certain nombre d'atrocités ont été commises par les deux parties,,,,, une coalition multinationale dirigée par les forces de l'OTAN interviennent le 21 mars 2011, sous prétexte de protéger les civils contre les attaques des forces gouvernementales. Peu de temps après, la Cour pénale internationale émet un mandat d'arrêt contre Mouammar Kadhafi et son entourage le 27 juin 2011. Kadhafi est évincé du pouvoir à la suite de la chute de Tripoli aux mains des forces rebelles le 20 août 2011, bien que des poches de résistance détenues par les forces fidèles au gouvernement de Kadhafi résistent pendant encore deux mois, en particulier dans la ville natale de Kadhafi, Syrte, qu'il a déclarée la nouvelle capitale de la Libye le 1er septembre 2011. Son régime de Jamahiriya prend fin le mois suivant, culminant le 20 octobre 2011 avec la capture de Syrte, les frappes aériennes de l'OTAN contre le convoi de fuite de Kadhafi et son assassinat par des combattants rebelles,.

### Groupes armés post-révolutionnaires et violences (2011-2014)
La révolution libyenne conduit à la défection de militaires du régime qui rejoignent les forces rebelles, des brigades révolutionnaires qui ont fait défection de l'armée libyenne, des brigades post-révolutionnaires, des milices et divers autres groupes armés, dont beaucoup sont composés de travailleurs ordinaires et d'étudiants. Certains des groupes armés se sont formés pendant la guerre contre le régime et d'autres ont évolué plus tard à des fins de sécurité. Certains sont basés sur des allégeances tribales. Les groupes se sont formés dans différentes parties du pays et variaient considérablement en taille, en capacité et en influence. Ils ne sont pas unis comme un seul corps, mais ils ne sont pas nécessairement en désaccord les uns avec les autres. Les brigades révolutionnaires représentes la majorité des combattants et des armes qualifiés et expérimentés. Certaines milices sont passées de réseaux criminels à des gangs extrémistes violents, assez différents des brigades cherchant à assurer la protection,. 
Après la première guerre civile, des violences se produisent impliquant divers groupes armés qui se sont battus contre Kadhafi mais ont refusé de déposer les armes à la fin de la guerre en octobre 2011. Certaines brigades et milices passes du simple report de la reddition de leurs armes à l'affirmation active d'un rôle politique continu en tant que « gardiens de la révolution ». Des centaines de groupes armés locaux comblent le vide sécuritaire complexe laissé par la chute de Kadhafi. Avant la fin officielle des hostilités entre les forces loyalistes et celles de l'opposition, des affrontements sporadiques entre milices rivales et des meurtres par vengeance de justiciers sont signalés,,.
Face au nombre de groupes armés non réglementés, le Conseil national de transition appelle tous les groupes armés à s'enregistrer et à s'unir sous le ministère de la Défense, plaçant ainsi de nombreux groupes armés à la solde du gouvernement. Cela donne une certaine légitimité à de nombreux groupes armés, dont celui du général Khalifa Haftar qui a enregistré son groupe armé sous le nom d'« Armée nationale libyenne », le même nom qu'il a utilisé pour ses forces anti-Kadhafi après le conflit tchado-libyen dans les années 1980.
Le 11 septembre 2012, des militants alliés d'Al-Qaïda attaque le consulat américain à Benghazi, tuant l'ambassadeur américain et trois autres personnes. Cela provoque un tollé populaire contre les milices semi-légales qui fonctionnaient toujours et entraîne la prise d'assaut de plusieurs bases de milices islamistes par des manifestants,. Une répression gouvernementale de grande échelle  suivi contre les milices non sanctionnées, l'armée libyenne faisant une descente dans les quartiers généraux de plusieurs milices désormais illégales et leur ordonnant de se dissoudre. Les violences ont finalement dégénérés en deuxième guerre civile libyenne.

### Deuxième guerre civile (2014-2021)
La deuxième guerre civile libyenne, est un conflit entre des groupes rivaux pour le contrôle du territoire de la Libye. Le conflit oppose principalement le gouvernement de la Chambre des représentants, également connu sous le nom de « gouvernement de Tobrouk », qui a été désigné à la suite d'élections en 2014 et a été internationalement reconnu comme le « gouvernement libyen » jusqu'à la établissement du GNA ; et le gouvernement islamiste rival du Congrès national général (GNC), également appelé « gouvernement de salut national », basé dans la capitale Tripoli. En décembre 2015, ces deux factions ont convenu en principe de s'unir en tant que gouvernement d'entente nationale. Bien que le gouvernement d'entente nationale fonctionne et soit soutenu par l'ONU, son autorité n'est toujours pas claire car des détails spécifiques acceptables pour les deux parties n'ont pas encore été convenus.
Le gouvernement de Tobrouk, contrôlant l'est de la Libye, est loyal envers l'armée nationale libyenne de Haftar et soutenu par des frappes aériennes de l'Égypte et des Émirats arabes unis. Le gouvernement islamiste du GNC, le plus fort de l'ouest de la Libye, a rejeté les résultats des élections de 2014 et est dirigé par les Frères musulmans, soutenus par la coalition islamiste plus largement connue sous le nom de « Libya Dawn » et d'autres milices,, et aidé par le Qatar, le Soudan et la Turquie,. En plus de ceux-ci, il existe également des groupes rivaux plus petits : le Conseil islamiste de la Choura des révolutionnaires de Benghazi, dirigé par Ansar al-Sharia, qui a eu le soutien du GNC ;  l'État islamique en Libye ;  ainsi que les milices touaregs de Ghat, contrôlant les zones désertiques du sud-ouest ; et les forces locales dans le district de Misrata, contrôlant les villes de Beni Ulid et Tawarga. Les belligérants sont des coalitions de groupes armés qui changent parfois de camp.
Depuis 2015, il y a eu de nombreuses avancées politiques. Les Nations Unies ont négocié un cessez-le-feu en décembre 2015 et, le 31 mars 2016, les dirigeants d'un nouveau « gouvernement d'unité » soutenu par l'ONU arrivent à Tripoli. Le 5 avril 2016, le gouvernement islamiste de l'ouest de la Libye annonce qu'il suspend ses opérations et remet le pouvoir au nouveau gouvernement d'union, officiellement nommé le « gouvernement d'entente nationale », bien qu'il ne soit pas encore clair si le nouvel arrangement réussirait. Le 2 juillet 2016, des dirigeants rivaux parviennent à un accord pour réunifier les gouvernements de l'est et de l'ouest de la National Oil Corporation (NOC) libyenne. Au 22 août 2016, le gouvernement d'union n'a toujours pas reçu l'approbation des partisans d'Haftar au sein du gouvernement de Tobrouk, et le 11 septembre 2016, le général renforce son influence politique en prenant le contrôle de deux terminaux pétroliers clés. Haftar et la NOC sont alors parvenus à un accord pour augmenter la production et les exportations de pétrole, et les neuf principaux terminaux pétroliers libyens étaient à nouveau opérationnels en janvier 2017. 
En décembre 2017, l'armée nationale libyenne s'empare de Benghazi après trois ans de combats. En février 2019, la LNA remporte la victoire lors de la bataille de Derna. La LNA lance ensuite une offensive majeure en avril 2019 pour tenter de s'emparer de Tripoli. Le 5 juin 2020, le GNA capture tout l'ouest de la Libye, y compris la capitale Tripoli. Le lendemain, le GNA lance une offensive pour capturer Syrte. Cependant, ils se sont avérés incapables d'avancer. Le 21 août 2020, le GNA et le LNA conviennent tous deux d'un cessez-le-feu. Khalifa Haftar, maréchal de la LNA, rejette le cessez-le-feu ainsi que le porte-parole de la LNA, Ahmed al-Mismari, qui rejette l'annonce du cessez-le-feu du GNA l'accusant d'être un stratagème,. Le 23 août 2020, des manifestations importantes, regroupent des centaines de personnes protestant contre le GNA pour les conditions de vie et la corruption au sein du gouvernement.

### Gouvernement d'union puis crise politique (depuis 2022)
Le 21 septembre 2021, le gouvernement d'union dirigé par Abdel Hamid Dbeibah fait face à une motion de censure votée par 89 députés sur les 113 présents.
Le 10 février 2022, le Parlement élit Fathi Bachagha pour lui succéder. Bachagha obtient la confiance de la Chambre des représentants soutenue par l'Armée nationale libyenne de Khalifa Haftar mais Dbeibah refuse de lui céder le pouvoir, estimant que le quorum n'a pas été atteint et que des fraudes ont eu lieu. Le pays se retrouve dirigé par deux gouvernements bien que seul Abdel Hamid Dbeibah soit reconnu par la communauté internationale.
En avril 2025, l'ONU pointe le manque d'unité politique en Libye, et craint une reprise des hostilités.

## Impact socio-économique
En raison de la crise, la Libye a perdu son statut de première place en termes de l'indice de développement humain (IDH) le plus élevé d'Afrique et de puissance pétrolière.

## Tentative de méditation par les pays voisins
En mai 2025, les chefs des diplomaties des pays suivant, Algérie, Tunisie, Egypte adopte une déclaration commune. En insistant sur la nécessité « de trouver rapidement une solution à la crise libyenne » et à « mettre fin à la division politique ».